# خطأ أ وليس ب
خطأ أ وليس ب (بالإنجليزية: A-not-B error)‏ (والمعروف أيضا باسم «خطأ المرحلة 4» أو «خطأ المداومة») هي ظاهرة كشفها عمل جان بياجيه في نظريته عن التطور المعرفي للأطفال. الخطأ أ وليس ب هو خطأ معين يحدث من قبل الرضع أثناء المرحلة الفرعية 4 من المرحلة الحسية بهدف معرفة المرونة الإدراكية.
وتعتبر المهمة أ وليس ب النموذجية مثل ما يأتي: يقوم المختبر بإخفاء لعبة جذابة تحت المربع «أ» ضمن متناول الطفل. الطفل يبحث عن لعبة، ينظر تحت المربع «أ» فيجد لعبة. وعادة ما يتكرر هذا النشاط عدة مرات (دائما مع يخبئ القائم علي الترجبة اللعبة تحت المربع «أ»). ثم، في المحاكمة الحرجة، يقوم المختبر بتحريك اللعبة إلى تحت المربع «ب»، وهذا المربع أيضا في متناول يد الطفل. وعادة فإن الأطفال الذين تتراوح أعمارهم بين 10 أشهر أو أصغر يرتكبون خطأ المثابرة، وهذا يعني أنها يبحثون تحت المربع «أ» على الرغم من أنهم قد رأوا المختبر وهو يحرك اللعبة إلى تحت مربع «ب»، كما أن مربع «ب» سهل الوصول إليه أيضا مثل مربع «أ». وهذا يدل على عدم وجود أو عدم اكتمال مخطط استمرارية الكائن. الأطفال من 12 شهرا أو أكثر عادة لا يرتكبون هذا الخطأ.

## التفسيرات المتنافسة
تقليديا، تم تفسير هذه الظاهرة بأن الطفل يرى صورة اللعبة ويتذكر أين كانت، بدلا من موقعها الآن. وتتعامل حسابات أخرى مع تطور التخطيط، والتوصل، واتخاذ القرارات. وهناك أيضا حسابات سلوكية تفسر هذا السلوك في ضوء التعزيز، حيث أن التجارب المتكررة بإخفاء اللعبة في المربع «أ» عززت هذا السلوك المحدد، حتى أن الطفل لا يزال يصل إلى المربع «أ» لأنه تم تعزيزه من قبل. ومع ذلك، هذا الحساب لا يفسر التحول في السلوك الذي يحدث عند عمر 12 شهرا.